# Корона Жуана VI

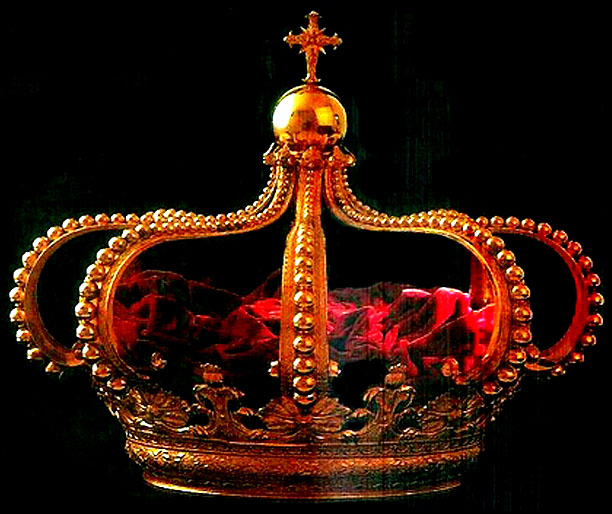
Корона Жуана VI

Корона Жуана VI (порт. Coroa de João VI; Coroa Real de Portugal) — одна из королевских регалий Португалии. Корона была изготовлена в 1817 году, к коронации короля Жуана VI, носившего титул «король Соединённого королевства Португалии, Бразилии и Алгарве».
Корона изготовлена из чистого золота, серебра, железа и красного бархата, без единого драгоценного камня. Основа короны украшена фигурными изображениями в стиле барокко, имеет восемь полуарок и увенчана державой с золотым крестом наверху, символизирующим принадлежность Португалии к католицизму. Корона была изготовлена мастерской придворного ювелира Дона Антонио Гомеса да Силва, наряду с другими королевскими регалиями — скипетром с армиллярной сферой и мантией. Впоследствии эта корона использовалась всеми последующими монархами Португалии, но лишь чисто символически: после того как в 1646 году король Жуан IV посвятил королевскую корону Португалии Деве Марии, провозгласив её королевой и покровительницей народа Португалии, португальские монархи никогда не носили корону, остававшуюся лишь символом монаршей власти.
В настоящее время корона Жуана VI, наряду с другими королевскими регалиями Португалии, хранится в защищённом хранилище в Лиссабоне, во дворце Ажуда.